# Volta a Llombardia 2019
La Volta a Llombardia 2019, 113a edició de la Volta a Llombardia, es disputà el dissabte 12 d'octubre de 2019, amb un recorregut de 243 km entre Bèrgam i Como. La cursa formava part de l'UCI World Tour 2019.
El vencedor final fou el neerlandès Bauke Mollema (Trek-Segafredo), que s'imposà amb 16" d'avantatge sobre l'espanyol Alejandro Valverde (Movistar Team) i el colombià Egan Bernal (Team Ineos), segon i tercer respectivament.

## Equips participants
El 18 equips UCI World Tour són presents en aquesta cursa, així com set equips continentals professionals convidats:
| WorldTeams (18)- AG2R La Mondiale - Astana - Bahrain-Merida - Bora-hansgrohe - CCC Team - Deceuninck-Quick Step - Dimension Data - EF Education First - Groupama-FDJ - Team Jumbo-Visma - Lotto Soudal - Mitchelton-Scott - Movistar Team - Katusha-Alpecin - Ineos - Team Sunweb - Trek-Segafredo - UAE Team Emirates Equips continentals professionals (7)- Androni Giocattoli-Sidermec - Bardiani CSF - Cofidis, Solutions Crédits - Gazprom-RusVelo - Israel Cycling Academy - Neri Sottoli-Selle Italia-KTM - Vital Concept-B&B Hotels |
| |

## Classificació final
| \| Classificació general \| Classificació general \| Classificació general \| Classificació general \| Classificació general \| \| Corredor \| Corredor \| Equip \| Temps \| \| \| --------------------- \| --------------------------- \| ----------------------------- \| --------------------- \| --------------------- \| \| 1r \| Bauke Mollema \| Trek-Segafredo \| 5h 52' 59" \| \| \| 2n \| Alejandro Valverde Belmonte \| Movistar Team \| + 16" \| \| \| 3r \| Egan Bernal Gómez \| Team Ineos \| + 16" \| \| \| 4t \| Jakob Fuglsang \| Astana \| + 16" \| \| \| 5è \| Michael Woods \| EF Education First \| + 34" \| \| \| 6è \| Jack Haig \| Mitchelton-Scott \| + 34" \| \| \| 7è \| Primož Roglič \| Team Jumbo-Visma \| + 34" \| \| \| 8è \| Emanuel Buchmann \| Bora-Hansgrohe \| + 50" \| \| \| 9è \| Pierre Latour \| AG2R La Mondiale \| + 50" \| \| \| 10è \| Rudy Molard \| Groupama-FDJ \| + 50" \| \| \| 11è \| David Gaudu \| Groupama-FDJ \| + 50" \| \| \| 12è \| Rafał Majka \| Bora-Hansgrohe \| + 50" \| \| \| 13è \| Enric Mas Nicolau \| Deceuninck-Quick Step \| + 50" \| \| \| 14è \| Iván Ramiro Sosa Cuervo \| Team Ineos \| + 50" \| \| \| 15è \| Adam Yates \| Mitchelton-Scott \| + 1' 57" \| \| \| 16è \| Gorka Izagirre Insausti \| Astana \| + 2' 08" \| \| \| 17è \| Giovanni Visconti \| Neri Sottoli-Selle Italia-KTM \| + 2' 08" \| \| \| 18è \| Daniel Martin \| UAE Team Emirates \| + 2' 09" \| \| \| 19è \| Gianni Moscon \| Team Ineos \| + 2' 12" \| \| \| 20è \| Pierre Rolland \| Vital Concept-B&B Hotels \| + 2' 30" \| \| |                             |                               |            |
| |                             |                               |            |
| Font: ProCyclingStats |                             |                               |            |
| Classificació general |                             |                               |            |
| Corredor | Corredor                    | Equip                         | Temps      |
| 1r | Bauke Mollema               | Trek-Segafredo                | 5h 52' 59" |
| 2n | Alejandro Valverde Belmonte | Movistar Team                 | + 16"      |
| 3r | Egan Bernal Gómez           | Team Ineos                    | + 16"      |
| 4t | Jakob Fuglsang              | Astana                        | + 16"      |
| 5è | Michael Woods               | EF Education First            | + 34"      |
| 6è | Jack Haig                   | Mitchelton-Scott              | + 34"      |
| 7è | Primož Roglič               | Team Jumbo-Visma              | + 34"      |
| 8è | Emanuel Buchmann            | Bora-Hansgrohe                | + 50"      |
| 9è | Pierre Latour               | AG2R La Mondiale              | + 50"      |
| 10è | Rudy Molard                 | Groupama-FDJ                  | + 50"      |
| 11è | David Gaudu                 | Groupama-FDJ                  | + 50"      |
| 12è | Rafał Majka                 | Bora-Hansgrohe                | + 50"      |
| 13è | Enric Mas Nicolau           | Deceuninck-Quick Step         | + 50"      |
| 14è | Iván Ramiro Sosa Cuervo     | Team Ineos                    | + 50"      |
| 15è | Adam Yates                  | Mitchelton-Scott              | + 1' 57"   |
| 16è | Gorka Izagirre Insausti     | Astana                        | + 2' 08"   |
| 17è | Giovanni Visconti           | Neri Sottoli-Selle Italia-KTM | + 2' 08"   |
| 18è | Daniel Martin               | UAE Team Emirates             | + 2' 09"   |
| 19è | Gianni Moscon               | Team Ineos                    | + 2' 12"   |
| 20è | Pierre Rolland              | Vital Concept-B&B Hotels      | + 2' 30"   |

## Llista de participants
| AG2R La Mondiale ALM | AG2R La Mondiale ALM    | AG2R La Mondiale ALM |
| -------------------- | ----------------------- | -------------------- |
| Núm                  | Ciclista                | Pos                  |
| 1                    | Pierre Latour (FRA)     | 9è                   |
| 2                    | Mikaël Cherel (FRA)     | DNF                  |
| 3                    | Axel Domont (FRA)       | 106è                 |
| 4                    | Mathias Frank (SUI)     | 21è                  |
| 5                    | Ben Gastauer (LUX)      | DNF                  |
| 6                    | Jaakko Hänninen (FIN)   | DNF                  |
| 7                    | Lawrence Warbasse (USA) | 30è                  |

| Androni Giocattoli-Sidermec ANS | Androni Giocattoli-Sidermec ANS | Androni Giocattoli-Sidermec ANS |
| ------------------------------- | ------------------------------- | ------------------------------- |
| Núm                             | Ciclista                        | Pos                             |
| 11                              | Fausto Masnada (ITA)            | 89è                             |
| 12                              | Marco Frapporti (ITA)           | DNF                             |
| 13                              | Miguel Flórez López (COL)       | 88è                             |
| 14                              | Kevin Rivera Serrano (CRC)      | DNF                             |
| 15                              | Daniel Muñoz (COL)              | DNF                             |
| 16                              | Josip Rumac (CRO)               | 98è                             |
| 17                              | Andrea Vendrame (ITA)           | DNF                             |

| Astana AST | Astana AST                    | Astana AST |
| ---------- | ----------------------------- | ---------- |
| Núm        | Ciclista                      | Pos        |
| 21         | Jakob Fuglsang (DEN)          | 4t         |
| 22         | Davide Ballerini (ITA)        | DNF        |
| 23         | Dario Cataldo (ITA)           | 61è        |
| 24         | Hugo Houle (CAN)              | DNF        |
| 25         | Ion Izagirre Insausti (ESP)   | DNF        |
| 26         | Gorka Izagirre Insausti (ESP) | 16è        |
| 27         | Davide Villella (ITA)         | 28è        |

| Bahrain-Merida TBM | Bahrain-Merida TBM        | Bahrain-Merida TBM |
| ------------------ | ------------------------- | ------------------ |
| Núm                | Ciclista                  | Pos                |
| 31                 | Vincenzo Nibali (ITA)     | 55è                |
| 32                 | Damiano Caruso (ITA)      | 59è                |
| 33                 | Andrea Garosio (ITA)      | 69è                |
| 34                 | Antonio Nibali (ITA)      | DNF                |
| 35                 | Domen Novak (SLO)         | DNF                |
| 36                 | Hermann Pernsteiner (AUT) | 49è                |
| 37                 | Dylan Teuns (BEL)         | DNF                |

| Bardiani CSF BRD | Bardiani CSF BRD       | Bardiani CSF BRD |
| ---------------- | ---------------------- | ---------------- |
| Núm              | Ciclista               | Pos              |
| 41               | Enrico Barbin (ITA)    | DNF              |
| 42               | Giovanni Carboni (ITA) | 64è              |
| 43               | Luca Covili (ITA)      | 101è             |
| 44               | Umberto Orsini (ITA)   | 103è             |
| 45               | Francesco Romano (ITA) | DNF              |
| 46               | Lorenzo Rota (ITA)     | 63è              |
| 47               | Daniel Savini (ITA)    | DNF              |

| Bora-Hansgrohe BOH | Bora-Hansgrohe BOH                 | Bora-Hansgrohe BOH |
| ------------------ | ---------------------------------- | ------------------ |
| Núm                | Ciclista                           | Pos                |
| 51                 | Davide Formolo (ITA) (ruta)        | 23è                |
| 52                 | Cesare Benedetti (ITA)             | 58è                |
| 53                 | Emanuel Buchmann (GER)             | 8è                 |
| 54                 | Patrick Konrad (AUT) (ruta)        | 74è                |
| 55                 | Rafał Majka (POL)                  | 12è                |
| 56                 | Gregor Mühlberger (AUT)            | DNF                |
| 57                 | Maximilian Schachmann (GER) (ruta) | 73è                |

| CCC Team CCC | CCC Team CCC                      | CCC Team CCC |
| ------------ | --------------------------------- | ------------ |
| Núm          | Ciclista                          | Pos          |
| 61           | Víctor de la Parte González (ESP) | 47è          |
| 62           | Simon Geschke (GER)               | 84è          |
| 63           | Łukasz Owsian (POL)               | DNF          |
| 64           | Serge Pauwels (BEL)               | 85è          |
| 65           | Joey Rosskopf (USA)               | 92è          |
| 66           | Laurens ten Dam (NED)             | 94è          |
| 67           | Riccardo Zoidl (AUT)              | 82è          |

| Cofidis, Solutions Crédits COF | Cofidis, Solutions Crédits COF | Cofidis, Solutions Crédits COF |
| ------------------------------ | ------------------------------ | ------------------------------ |
| Núm                            | Ciclista                       | Pos                            |
| 71                             | Nicolas Edet (FRA)             | 81è                            |
| 72                             | Natnael Berhane (ERI) (ruta)   | DNF                            |
| 73                             | Jesper Hansen (DEN)            | 75è                            |
| 74                             | José Herrada López (ESP)       | 93è                            |
| 75                             | Luis Ángel Maté Mardones (ESP) | DNF                            |
| 76                             | Anthony Perez (FRA)            | 57è                            |
| 77                             | Stéphane Rossetto (FRA)        | 44è                            |

| Deceuninck-Quick Step DQT | Deceuninck-Quick Step DQT | Deceuninck-Quick Step DQT |
| ------------------------- | ------------------------- | ------------------------- |
| Núm                       | Ciclista                  | Pos                       |
| 81                        | Philippe Gilbert (BEL)    | 54è                       |
| 82                        | Eros Capecchi (ITA)       | 83è                       |
| 83                        | Rémi Cavagna (FRA)        | 102è                      |
| 84                        | Bob Jungels (LUX) (ruta)  | 52è                       |
| 85                        | James Knox (GBR)          | DNF                       |
| 86                        | Enric Mas Nicolau (ESP)   | 13è                       |
| 87                        | Petr Vakoč (CZE)          | DNF                       |

| EF Education First EF1 | EF Education First EF1      | EF Education First EF1 |
| ---------------------- | --------------------------- | ---------------------- |
| Núm                    | Ciclista                    | Pos                    |
| 91                     | Hugh Carthy (GBR)           | DNF                    |
| 92                     | Sean Bennett (USA)          | DNF                    |
| 93                     | Simon Clarke (AUS)          | 53è                    |
| 94                     | Sergio Higuita García (COL) | 76è                    |
| 95                     | Sep Vanmarcke (BEL)         | 108è                   |
| 96                     | Tanel Kangert (EST)         | 56è                    |
| 97                     | Michael Woods (CAN)         | 5è                     |

| Gazprom-RusVelo GAZ | Gazprom-RusVelo GAZ            | Gazprom-RusVelo GAZ |
| ------------------- | ------------------------------ | ------------------- |
| Núm                 | Ciclista                       | Pos                 |
| 101                 | Aleksandr Vlàssov (RUS) (ruta) | 107è                |
| 102                 | Nicolai Cherkasov (RUS)        | 46è                 |
| 103                 | Artiom Nitx (RUS)              | DNF                 |
| 104                 | Piotr Rikunov (RUS)            | DNF                 |
| 105                 | Ivan Rovni (RUS)               | 41è                 |
| 107                 | Ievgueni Xalunov (RUS)         | DNF                 |

| Groupama-FDJ GFC | Groupama-FDJ GFC       | Groupama-FDJ GFC |
| ---------------- | ---------------------- | ---------------- |
| Núm              | Ciclista               | Pos              |
| 111              | David Gaudu (FRA)      | 11è              |
| 112              | William Bonnet (FRA)   | DNF              |
| 113              | Valentin Madouas (FRA) | 97è              |
| 114              | Rudy Molard (FRA)      | 10è              |
| 115              | Steve Morabito (SUI)   | 90è              |
| 116              | Kilian Frankiny (SUI)  | 32è              |
| 117              | Anthony Roux (FRA)     | DNF              |

| Israel Cycling Academy ICA | Israel Cycling Academy ICA | Israel Cycling Academy ICA |
| -------------------------- | -------------------------- | -------------------------- |
| Núm                        | Ciclista                   | Pos                        |
| 121                        | Edwin Ávila Vanegas (COL)  | DNF                        |
| 122                        | Awet Ghebremedhn (ERI)     | 100è                       |
| 123                        | Riccardo Minali (ITA)      | DNF                        |
| 124                        | Nathan Earle (AUS)         | 67è                        |
| 125                        | Omer Goldstein (ISR)       | DNF                        |
| 126                        | Kristian Sbaragli (ITA)    | 39è                        |
| 126                        | Rubén Plaza Molina (ESP)   | DNF                        |

| Lotto-Soudal LTS | Lotto-Soudal LTS         | Lotto-Soudal LTS |
| ---------------- | ------------------------ | ---------------- |
| Núm              | Ciclista                 | Pos              |
| 131              | Tim Wellens (BEL)        | 29è              |
| 132              | Sander Armée (BEL)       | DNF              |
| 133              | Tiesj Benoot (BEL)       | 24è              |
| 134              | Tomasz Marczyński (POL)  | 71è              |
| 135              | Rémy Mertz (BEL)         | DNF              |
| 136              | Jelle Vanendert (BEL)    | DNF              |
| 137              | Carl Fredrik Hagen (NOR) | 72è              |

| Mitchelton-Scott MTS | Mitchelton-Scott MTS        | Mitchelton-Scott MTS |
| -------------------- | --------------------------- | -------------------- |
| Núm                  | Ciclista                    | Pos                  |
| 141                  | Esteban Chaves Rubio (COL)  | 70è                  |
| 142                  | Tsgabu Grmay (ETH)          | DNF                  |
| 143                  | Jack Haig (AUS)             | 6è                   |
| 144                  | Damien Howson (AUS)         | DNF                  |
| 145                  | Mikel Nieve Iturralde (ESP) | 36è                  |
| 146                  | Matteo Trentin (ITA)        | DNF                  |
| 147                  | Adam Yates (GBR)            | 15è                  |

| Movistar Team MOV | Movistar Team MOV                        | Movistar Team MOV |
| ----------------- | ---------------------------------------- | ----------------- |
| Núm               | Ciclista                                 | Pos               |
| 151               | Alejandro Valverde Belmonte (ESP) (ruta) | 2n                |
| 152               | Carlos Betancur Gómez (COL)              | 51è               |
| 153               | Jaime Castrillo (ESP)                    | DNF               |
| 154               | Rubén Fernández Andújar (ESP)            | 37è               |
| 155               | Mikel Landa Meana (ESP)                  | DNF               |
| 156               | Jasha Sütterlin (GER)                    | DNF               |
| 157               | Carlos Verona Quintanilla (ESP)          | 68è               |

| Neri Sottoli-Selle Italia-KTM NSK | Neri Sottoli-Selle Italia-KTM NSK | Neri Sottoli-Selle Italia-KTM NSK |
| --------------------------------- | --------------------------------- | --------------------------------- |
| Núm                               | Ciclista                          | Pos                               |
| 161                               | Giovanni Visconti (ITA)           | 17è                               |
| 162                               | Francesco Manuel Bongiorno (ITA)  | 80è                               |
| 163                               | Lorenzo Fortunato (ITA)           | 87è                               |
| 164                               | Umberto Marengo (ITA)             | DNF                               |
| 165                               | Sebastian Schönberger (AUT)       | 66è                               |
| 166                               | Simone Velasco (ITA)              | 86è                               |
| 167                               | Edoardo Zardini (ITA)             | DNF                               |

| Dimension Data TDD | Dimension Data TDD             | Dimension Data TDD |
| ------------------ | ------------------------------ | ------------------ |
| Núm                | Ciclista                       | Pos                |
| 171                | Roman Kreuziger (CZE)          | DNF                |
| 172                | Amanuel Gebrezgabihier (ERI)   | 25è                |
| 173                | Louis Meintjes (RSA)           | 99è                |
| 174                | Tom-Jelte Slagter (NED)        | DNF                |
| 175                | Michael Valgren Andersen (DEN) | 40è                |
| 176                | Jacobus Venter (RSA)           | DNF                |
| 177                | Danilo Wyss (SUI)              | 91è                |

| Team Ineos INS | Team Ineos INS                     | Team Ineos INS |
| -------------- | ---------------------------------- | -------------- |
| Núm            | Ciclista                           | Pos            |
| 181            | Egan Bernal Gómez (COL)            | 3r             |
| 182            | Jonathan Castroviejo Nicolás (ESP) | DNF            |
| 183            | Iván Ramiro Sosa Cuervo (COL)      | 14è            |
| 184            | Tao Geoghegan Hart (GBR)           | 50è            |
| 185            | Gianni Moscon (ITA)                | 19è            |
| 186            | Salvatore Puccio (ITA)             | DNF            |
| 187            | Diego Rosa (ITA)                   | DNF            |

| Team Jumbo-Visma TJV | Team Jumbo-Visma TJV    | Team Jumbo-Visma TJV |
| -------------------- | ----------------------- | -------------------- |
| Núm                  | Ciclista                | Pos                  |
| 191                  | Primož Roglič (SLO)     | 7è                   |
| 192                  | George Bennett (NZL)    | 35è                  |
| 193                  | Koen Bouwman (NED)      | DNF                  |
| 194                  | Robert Gesink (NED)     | 33è                  |
| 195                  | Steven Kruijswijk (NED) | DNF                  |
| 196                  | Sepp Kuss (USA)         | 34è                  |
| 197                  | Neilson Powless (USA)   | 62è                  |

| Katusha-Alpecin TKA | Katusha-Alpecin TKA         | Katusha-Alpecin TKA |
| ------------------- | --------------------------- | ------------------- |
| Núm                 | Ciclista                    | Pos                 |
| 201                 | Ilnur Zakarin (RUS)         | DNF                 |
| 202                 | Enrico Battaglin (ITA)      | 77è                 |
| 203                 | Steff Cras (BEL)            | 26è                 |
| 204                 | Matteo Fabbro (ITA)         | DNF                 |
| 205                 | José Gonçalves Maciel (POR) | DNF                 |
| 206                 | Pàvel Koixetkov (RUS)       | DNF                 |
| 207                 | Daniel Navarro García (ESP) | DNF                 |

| Team Sunweb SUN | Team Sunweb SUN       | Team Sunweb SUN |
| --------------- | --------------------- | --------------- |
| Núm             | Ciclista              | Pos             |
| 211             | Wilco Kelderman (NED) | 38è             |
| 212             | Jan Bakelants (BEL)   | 109è            |
| 213             | Chris Hamilton (AUS)  | 48è             |
| 214             | Jai Hindley (AUS)     | 31è             |
| 215             | Marc Hirschi (SUI)    | DNF             |
| 216             | Robert Power (AUS)    | DNF             |
| 217             | Michael Storer (AUS)  | 45è             |

| Trek-Segafredo TFS | Trek-Segafredo TFS        | Trek-Segafredo TFS |
| ------------------ | ------------------------- | ------------------ |
| Núm                | Ciclista                  | Pos                |
| 221                | Bauke Mollema (NED)       | 1r                 |
| 222                | Peter Stetina (USA)       | DNF                |
| 223                | Gianluca Brambilla (ITA)  | 27è                |
| 224                | Giulio Ciccone (ITA)      | 22è                |
| 225                | Niklas Eg (DEN)           | 78è                |
| 226                | Michael Gogl (AUT)        | DNF                |
| 227                | Toms Skujiņš (LAT) (ruta) | 43è                |

| UAE Team Emirates UAD | UAE Team Emirates UAD            | UAE Team Emirates UAD |
| --------------------- | -------------------------------- | --------------------- |
| Núm                   | Ciclista                         | Pos                   |
| 231                   | Diego Ulissi (ITA)               | 60è                   |
| 232                   | Rui Alberto Faria da Costa (POR) | DNF                   |
| 233                   | Marco Marcato (ITA)              | 95è                   |
| 234                   | Daniel Martin (IRL)              | 18è                   |
| 235                   | Simone Petilli (ITA)             | 65è                   |
| 236                   | Jan Polanc (SLO)                 | 79è                   |
| 237                   | Rory Sutherland (AUS)            | 104è                  |

| Vital Concept-B&B Hotels VCB | Vital Concept-B&B Hotels VCB | Vital Concept-B&B Hotels VCB |
| ---------------------------- | ---------------------------- | ---------------------------- |
| Núm                          | Ciclista                     | Pos                          |
| 241                          | Pierre Rolland (FRA)         | 20è                          |
| 242                          | Maxime Cam (FRA)             | DNF                          |
| 243                          | Arnaud Courteille (FRA)      | 105è                         |
| 244                          | Cyril Gautier (FRA)          | 42è                          |
| 245                          | Justin Mottier (FRA)         | DNF                          |
| 246                          | Patrick Müller (SUI)         | 96è                          |
| 247                          | Quentin Pacher (FRA)         | DNF                          |

| AG2R La Mondiale ALM | AG2R La Mondiale ALM    | AG2R La Mondiale ALM |
| -------------------- | ----------------------- | -------------------- |
| Núm                  | Ciclista                | Pos                  |
| 1                    | Pierre Latour (FRA)     | 9è                   |
| 2                    | Mikaël Cherel (FRA)     | DNF                  |
| 3                    | Axel Domont (FRA)       | 106è                 |
| 4                    | Mathias Frank (SUI)     | 21è                  |
| 5                    | Ben Gastauer (LUX)      | DNF                  |
| 6                    | Jaakko Hänninen (FIN)   | DNF                  |
| 7                    | Lawrence Warbasse (USA) | 30è                  |

| Androni Giocattoli-Sidermec ANS | Androni Giocattoli-Sidermec ANS | Androni Giocattoli-Sidermec ANS |
| ------------------------------- | ------------------------------- | ------------------------------- |
| Núm                             | Ciclista                        | Pos                             |
| 11                              | Fausto Masnada (ITA)            | 89è                             |
| 12                              | Marco Frapporti (ITA)           | DNF                             |
| 13                              | Miguel Flórez López (COL)       | 88è                             |
| 14                              | Kevin Rivera Serrano (CRC)      | DNF                             |
| 15                              | Daniel Muñoz (COL)              | DNF                             |
| 16                              | Josip Rumac (CRO)               | 98è                             |
| 17                              | Andrea Vendrame (ITA)           | DNF                             |

| Astana AST | Astana AST                    | Astana AST |
| ---------- | ----------------------------- | ---------- |
| Núm        | Ciclista                      | Pos        |
| 21         | Jakob Fuglsang (DEN)          | 4t         |
| 22         | Davide Ballerini (ITA)        | DNF        |
| 23         | Dario Cataldo (ITA)           | 61è        |
| 24         | Hugo Houle (CAN)              | DNF        |
| 25         | Ion Izagirre Insausti (ESP)   | DNF        |
| 26         | Gorka Izagirre Insausti (ESP) | 16è        |
| 27         | Davide Villella (ITA)         | 28è        |

| Bahrain-Merida TBM | Bahrain-Merida TBM        | Bahrain-Merida TBM |
| ------------------ | ------------------------- | ------------------ |
| Núm                | Ciclista                  | Pos                |
| 31                 | Vincenzo Nibali (ITA)     | 55è                |
| 32                 | Damiano Caruso (ITA)      | 59è                |
| 33                 | Andrea Garosio (ITA)      | 69è                |
| 34                 | Antonio Nibali (ITA)      | DNF                |
| 35                 | Domen Novak (SLO)         | DNF                |
| 36                 | Hermann Pernsteiner (AUT) | 49è                |
| 37                 | Dylan Teuns (BEL)         | DNF                |

| Bardiani CSF BRD | Bardiani CSF BRD       | Bardiani CSF BRD |
| ---------------- | ---------------------- | ---------------- |
| Núm              | Ciclista               | Pos              |
| 41               | Enrico Barbin (ITA)    | DNF              |
| 42               | Giovanni Carboni (ITA) | 64è              |
| 43               | Luca Covili (ITA)      | 101è             |
| 44               | Umberto Orsini (ITA)   | 103è             |
| 45               | Francesco Romano (ITA) | DNF              |
| 46               | Lorenzo Rota (ITA)     | 63è              |
| 47               | Daniel Savini (ITA)    | DNF              |

| Bora-Hansgrohe BOH | Bora-Hansgrohe BOH                 | Bora-Hansgrohe BOH |
| ------------------ | ---------------------------------- | ------------------ |
| Núm                | Ciclista                           | Pos                |
| 51                 | Davide Formolo (ITA) (ruta)        | 23è                |
| 52                 | Cesare Benedetti (ITA)             | 58è                |
| 53                 | Emanuel Buchmann (GER)             | 8è                 |
| 54                 | Patrick Konrad (AUT) (ruta)        | 74è                |
| 55                 | Rafał Majka (POL)                  | 12è                |
| 56                 | Gregor Mühlberger (AUT)            | DNF                |
| 57                 | Maximilian Schachmann (GER) (ruta) | 73è                |

| CCC Team CCC | CCC Team CCC                      | CCC Team CCC |
| ------------ | --------------------------------- | ------------ |
| Núm          | Ciclista                          | Pos          |
| 61           | Víctor de la Parte González (ESP) | 47è          |
| 62           | Simon Geschke (GER)               | 84è          |
| 63           | Łukasz Owsian (POL)               | DNF          |
| 64           | Serge Pauwels (BEL)               | 85è          |
| 65           | Joey Rosskopf (USA)               | 92è          |
| 66           | Laurens ten Dam (NED)             | 94è          |
| 67           | Riccardo Zoidl (AUT)              | 82è          |

| Cofidis, Solutions Crédits COF | Cofidis, Solutions Crédits COF | Cofidis, Solutions Crédits COF |
| ------------------------------ | ------------------------------ | ------------------------------ |
| Núm                            | Ciclista                       | Pos                            |
| 71                             | Nicolas Edet (FRA)             | 81è                            |
| 72                             | Natnael Berhane (ERI) (ruta)   | DNF                            |
| 73                             | Jesper Hansen (DEN)            | 75è                            |
| 74                             | José Herrada López (ESP)       | 93è                            |
| 75                             | Luis Ángel Maté Mardones (ESP) | DNF                            |
| 76                             | Anthony Perez (FRA)            | 57è                            |
| 77                             | Stéphane Rossetto (FRA)        | 44è                            |

| Deceuninck-Quick Step DQT | Deceuninck-Quick Step DQT | Deceuninck-Quick Step DQT |
| ------------------------- | ------------------------- | ------------------------- |
| Núm                       | Ciclista                  | Pos                       |
| 81                        | Philippe Gilbert (BEL)    | 54è                       |
| 82                        | Eros Capecchi (ITA)       | 83è                       |
| 83                        | Rémi Cavagna (FRA)        | 102è                      |
| 84                        | Bob Jungels (LUX) (ruta)  | 52è                       |
| 85                        | James Knox (GBR)          | DNF                       |
| 86                        | Enric Mas Nicolau (ESP)   | 13è                       |
| 87                        | Petr Vakoč (CZE)          | DNF                       |

| EF Education First EF1 | EF Education First EF1      | EF Education First EF1 |
| ---------------------- | --------------------------- | ---------------------- |
| Núm                    | Ciclista                    | Pos                    |
| 91                     | Hugh Carthy (GBR)           | DNF                    |
| 92                     | Sean Bennett (USA)          | DNF                    |
| 93                     | Simon Clarke (AUS)          | 53è                    |
| 94                     | Sergio Higuita García (COL) | 76è                    |
| 95                     | Sep Vanmarcke (BEL)         | 108è                   |
| 96                     | Tanel Kangert (EST)         | 56è                    |
| 97                     | Michael Woods (CAN)         | 5è                     |

| Gazprom-RusVelo GAZ | Gazprom-RusVelo GAZ            | Gazprom-RusVelo GAZ |
| ------------------- | ------------------------------ | ------------------- |
| Núm                 | Ciclista                       | Pos                 |
| 101                 | Aleksandr Vlàssov (RUS) (ruta) | 107è                |
| 102                 | Nicolai Cherkasov (RUS)        | 46è                 |
| 103                 | Artiom Nitx (RUS)              | DNF                 |
| 104                 | Piotr Rikunov (RUS)            | DNF                 |
| 105                 | Ivan Rovni (RUS)               | 41è                 |
| 107                 | Ievgueni Xalunov (RUS)         | DNF                 |

| Groupama-FDJ GFC | Groupama-FDJ GFC       | Groupama-FDJ GFC |
| ---------------- | ---------------------- | ---------------- |
| Núm              | Ciclista               | Pos              |
| 111              | David Gaudu (FRA)      | 11è              |
| 112              | William Bonnet (FRA)   | DNF              |
| 113              | Valentin Madouas (FRA) | 97è              |
| 114              | Rudy Molard (FRA)      | 10è              |
| 115              | Steve Morabito (SUI)   | 90è              |
| 116              | Kilian Frankiny (SUI)  | 32è              |
| 117              | Anthony Roux (FRA)     | DNF              |

| Israel Cycling Academy ICA | Israel Cycling Academy ICA | Israel Cycling Academy ICA |
| -------------------------- | -------------------------- | -------------------------- |
| Núm                        | Ciclista                   | Pos                        |
| 121                        | Edwin Ávila Vanegas (COL)  | DNF                        |
| 122                        | Awet Ghebremedhn (ERI)     | 100è                       |
| 123                        | Riccardo Minali (ITA)      | DNF                        |
| 124                        | Nathan Earle (AUS)         | 67è                        |
| 125                        | Omer Goldstein (ISR)       | DNF                        |
| 126                        | Kristian Sbaragli (ITA)    | 39è                        |
| 126                        | Rubén Plaza Molina (ESP)   | DNF                        |

| Lotto-Soudal LTS | Lotto-Soudal LTS         | Lotto-Soudal LTS |
| ---------------- | ------------------------ | ---------------- |
| Núm              | Ciclista                 | Pos              |
| 131              | Tim Wellens (BEL)        | 29è              |
| 132              | Sander Armée (BEL)       | DNF              |
| 133              | Tiesj Benoot (BEL)       | 24è              |
| 134              | Tomasz Marczyński (POL)  | 71è              |
| 135              | Rémy Mertz (BEL)         | DNF              |
| 136              | Jelle Vanendert (BEL)    | DNF              |
| 137              | Carl Fredrik Hagen (NOR) | 72è              |

| Mitchelton-Scott MTS | Mitchelton-Scott MTS        | Mitchelton-Scott MTS |
| -------------------- | --------------------------- | -------------------- |
| Núm                  | Ciclista                    | Pos                  |
| 141                  | Esteban Chaves Rubio (COL)  | 70è                  |
| 142                  | Tsgabu Grmay (ETH)          | DNF                  |
| 143                  | Jack Haig (AUS)             | 6è                   |
| 144                  | Damien Howson (AUS)         | DNF                  |
| 145                  | Mikel Nieve Iturralde (ESP) | 36è                  |
| 146                  | Matteo Trentin (ITA)        | DNF                  |
| 147                  | Adam Yates (GBR)            | 15è                  |

| Movistar Team MOV | Movistar Team MOV                        | Movistar Team MOV |
| ----------------- | ---------------------------------------- | ----------------- |
| Núm               | Ciclista                                 | Pos               |
| 151               | Alejandro Valverde Belmonte (ESP) (ruta) | 2n                |
| 152               | Carlos Betancur Gómez (COL)              | 51è               |
| 153               | Jaime Castrillo (ESP)                    | DNF               |
| 154               | Rubén Fernández Andújar (ESP)            | 37è               |
| 155               | Mikel Landa Meana (ESP)                  | DNF               |
| 156               | Jasha Sütterlin (GER)                    | DNF               |
| 157               | Carlos Verona Quintanilla (ESP)          | 68è               |

| Neri Sottoli-Selle Italia-KTM NSK | Neri Sottoli-Selle Italia-KTM NSK | Neri Sottoli-Selle Italia-KTM NSK |
| --------------------------------- | --------------------------------- | --------------------------------- |
| Núm                               | Ciclista                          | Pos                               |
| 161                               | Giovanni Visconti (ITA)           | 17è                               |
| 162                               | Francesco Manuel Bongiorno (ITA)  | 80è                               |
| 163                               | Lorenzo Fortunato (ITA)           | 87è                               |
| 164                               | Umberto Marengo (ITA)             | DNF                               |
| 165                               | Sebastian Schönberger (AUT)       | 66è                               |
| 166                               | Simone Velasco (ITA)              | 86è                               |
| 167                               | Edoardo Zardini (ITA)             | DNF                               |

| Dimension Data TDD | Dimension Data TDD             | Dimension Data TDD |
| ------------------ | ------------------------------ | ------------------ |
| Núm                | Ciclista                       | Pos                |
| 171                | Roman Kreuziger (CZE)          | DNF                |
| 172                | Amanuel Gebrezgabihier (ERI)   | 25è                |
| 173                | Louis Meintjes (RSA)           | 99è                |
| 174                | Tom-Jelte Slagter (NED)        | DNF                |
| 175                | Michael Valgren Andersen (DEN) | 40è                |
| 176                | Jacobus Venter (RSA)           | DNF                |
| 177                | Danilo Wyss (SUI)              | 91è                |

| Team Ineos INS | Team Ineos INS                     | Team Ineos INS |
| -------------- | ---------------------------------- | -------------- |
| Núm            | Ciclista                           | Pos            |
| 181            | Egan Bernal Gómez (COL)            | 3r             |
| 182            | Jonathan Castroviejo Nicolás (ESP) | DNF            |
| 183            | Iván Ramiro Sosa Cuervo (COL)      | 14è            |
| 184            | Tao Geoghegan Hart (GBR)           | 50è            |
| 185            | Gianni Moscon (ITA)                | 19è            |
| 186            | Salvatore Puccio (ITA)             | DNF            |
| 187            | Diego Rosa (ITA)                   | DNF            |

| Team Jumbo-Visma TJV | Team Jumbo-Visma TJV    | Team Jumbo-Visma TJV |
| -------------------- | ----------------------- | -------------------- |
| Núm                  | Ciclista                | Pos                  |
| 191                  | Primož Roglič (SLO)     | 7è                   |
| 192                  | George Bennett (NZL)    | 35è                  |
| 193                  | Koen Bouwman (NED)      | DNF                  |
| 194                  | Robert Gesink (NED)     | 33è                  |
| 195                  | Steven Kruijswijk (NED) | DNF                  |
| 196                  | Sepp Kuss (USA)         | 34è                  |
| 197                  | Neilson Powless (USA)   | 62è                  |

| Katusha-Alpecin TKA | Katusha-Alpecin TKA         | Katusha-Alpecin TKA |
| ------------------- | --------------------------- | ------------------- |
| Núm                 | Ciclista                    | Pos                 |
| 201                 | Ilnur Zakarin (RUS)         | DNF                 |
| 202                 | Enrico Battaglin (ITA)      | 77è                 |
| 203                 | Steff Cras (BEL)            | 26è                 |
| 204                 | Matteo Fabbro (ITA)         | DNF                 |
| 205                 | José Gonçalves Maciel (POR) | DNF                 |
| 206                 | Pàvel Koixetkov (RUS)       | DNF                 |
| 207                 | Daniel Navarro García (ESP) | DNF                 |

| Team Sunweb SUN | Team Sunweb SUN       | Team Sunweb SUN |
| --------------- | --------------------- | --------------- |
| Núm             | Ciclista              | Pos             |
| 211             | Wilco Kelderman (NED) | 38è             |
| 212             | Jan Bakelants (BEL)   | 109è            |
| 213             | Chris Hamilton (AUS)  | 48è             |
| 214             | Jai Hindley (AUS)     | 31è             |
| 215             | Marc Hirschi (SUI)    | DNF             |
| 216             | Robert Power (AUS)    | DNF             |
| 217             | Michael Storer (AUS)  | 45è             |

| Trek-Segafredo TFS | Trek-Segafredo TFS        | Trek-Segafredo TFS |
| ------------------ | ------------------------- | ------------------ |
| Núm                | Ciclista                  | Pos                |
| 221                | Bauke Mollema (NED)       | 1r                 |
| 222                | Peter Stetina (USA)       | DNF                |
| 223                | Gianluca Brambilla (ITA)  | 27è                |
| 224                | Giulio Ciccone (ITA)      | 22è                |
| 225                | Niklas Eg (DEN)           | 78è                |
| 226                | Michael Gogl (AUT)        | DNF                |
| 227                | Toms Skujiņš (LAT) (ruta) | 43è                |

| UAE Team Emirates UAD | UAE Team Emirates UAD            | UAE Team Emirates UAD |
| --------------------- | -------------------------------- | --------------------- |
| Núm                   | Ciclista                         | Pos                   |
| 231                   | Diego Ulissi (ITA)               | 60è                   |
| 232                   | Rui Alberto Faria da Costa (POR) | DNF                   |
| 233                   | Marco Marcato (ITA)              | 95è                   |
| 234                   | Daniel Martin (IRL)              | 18è                   |
| 235                   | Simone Petilli (ITA)             | 65è                   |
| 236                   | Jan Polanc (SLO)                 | 79è                   |
| 237                   | Rory Sutherland (AUS)            | 104è                  |

| Vital Concept-B&B Hotels VCB | Vital Concept-B&B Hotels VCB | Vital Concept-B&B Hotels VCB |
| ---------------------------- | ---------------------------- | ---------------------------- |
| Núm                          | Ciclista                     | Pos                          |
| 241                          | Pierre Rolland (FRA)         | 20è                          |
| 242                          | Maxime Cam (FRA)             | DNF                          |
| 243                          | Arnaud Courteille (FRA)      | 105è                         |
| 244                          | Cyril Gautier (FRA)          | 42è                          |
| 245                          | Justin Mottier (FRA)         | DNF                          |
| 246                          | Patrick Müller (SUI)         | 96è                          |
| 247                          | Quentin Pacher (FRA)         | DNF                          |